# Euagathis kendariensis
Euagathis kendariensis är en stekelart som beskrevs av Van Achterberg 2004. Euagathis kendariensis ingår i släktet Euagathis och familjen bracksteklar. Inga underarter finns listade i Catalogue of Life.